# Юлія Антоанелла Моток

Юлія Антоанелла Моток в мантії судді ЄСПЛ.

Юлія Антоанелла Моток (рум. Iulia Antoanella Motoc, нар. 20 серпня 1966 в міста Тімішоара) — румунська юристка та спеціалістка з міжнародного права. Наразі є суддею Європейського суду з прав людини та професоркою Бухарестського університету. До ЄСПЛ, вона була суддею Конституційного суду Румунії. Крім того, вона була спеціальною доповідачкою ООН щодо ДР Конго, головою декількох міжнародних експертних органів та віцепрезиденткою Комітету з прав людини ООН.
1 жовтня 2013 року Парламентська асамблея Ради Європи обрала Юлію Моток суддею ЄСПЛ від Румунії. Вона отримала абсолютну більшість голосів парламентарів. Її дев'ятирічний термін на посаді почався 18 грудня 2013. У серпні 2021 року її обрали членом Інституту міжнародного права.

## Біографія

### Рання біографія
Юлія Антоанелла Моток народилася в місті Тімішоара 20 серпня 1967 року. Вона закінчила Правничу школу Бухарестського університету, після цього отримала ступінь магістра в Університеті Поля Сезанна у Франції в 1991 році, а потім ступінь доктора там же в 1996 році. Продовжила навчання в Університеті Париж-Південь та в Бухарестському університеті. Пізніше вона працювала науковою співробітницею Інституті гуманітарних досліджень у Відні (1999) та в Єльській юридичній школі (2004-2007).

### Кар'єра в Румунії
Юлія Моток працювала в судовій системі Румунії як прокурор у сфері кримінального права з 1989 до 1995 року. В 1995 році вона склала екзамен на дозвіл бути суддею із адміністративних та кримінальних справ. В 1996 році її прийняли до Бухарестської адвокатської колегії. Однак, після цього вона пішла працювати до Бухарестського університету, де вона спочатку була асистенткою, а в 2002 році стала професоркою.
Вона була членом Президентської комісії з аналізу Конституції в 2007-2008 роках та доповідачкою із прав людини. В 2010 році її обрали суддею Конституційного суду Румунії. Вона виносила рішення щодо конституційності законів і розглядала справи, подані до румунських судів щодо неконституційності законів і розпоряджень у цивільному та кримінальному праві. Вона займала цю посаду до кінця 2013 року, коли вона стала суддею Європейського суду з прав людини.

### Робота в міжнародних організаціях
В 1996 році Юлія Моток стала членом Підкомісії ООН з прав людини. В 2000-2001 роках була її головою. Вона стала співавторкою Робочого документу про вільну, попередню та інформовану згоду корінного населення, який пізніше був включений до Декларації прав корінних народів. Також, вона була співавторкою Керівних принципів ООН щодо боротьби із крайньою бідностю, спеціальною доповідачкою ООН з прав людини та геному людини, авторкою найперших доповідей ООН в галузі генетики.
В 2001-2004 роках вона була спеціальною доповідачкою ООН щодо ДР Конго. В цій ролі вона відвідувала Демократичну Республіку Конго, в якій на той момент тривала Друга конголезька війна, і документувала численні порушення прав людини. Її також обирали до складу Дорадчого комітету із захисту національних меншин у 1998-2004 та 2008-2012 роках. В 2008-2014 роках вона була арбітром в Міжнародному центрі з урегулювання інвестиційних спорів у Вашингтоні.
Починаючи із 18 грудня 2013 року є суддею ЄСПЛ.

### Академічна кар'єра
Юлія Моток була професоркою міжнародного та європейського права в Бухарестському університеті з 2002 року, професоркою в Нью-Йоркському університеті в 2002-2003, викладачкою в Університеті Сент-Томас у Маямі в 2001-2003, запрошеною професоркою в Європейській академії прав людини в Європейському університетському інституті в 2006 році та професоркою-дослідницею в Інституті дослідження міжнародного та європейського права в Сорбонні в 2012-2014.

## Особисте життя
Колишній міністр оборони Румунії Міхня Моток є чоловіком Юлії Антоанелли Моток. У них є син. У свій вільний час вона написала і в кінці 2020 року опублікувала короткий фантастичний роман "Maria Și Machiavelli".